# 当たり振る舞い
当たり振る舞い（あたりぶるまい）は、演劇興行の大入りの時に、その祝いに行なった饗応である。

## 概略
芝居興行が人気に投じて大入り満員であったとき、その当たり祝いのために興行主が座員全員に饗応することである。
午餐が常例であった。
供される料理は刺身、鯉濃（こいこく）、焼き魚などで、飾り島台に大入り杯を飾り、大入としるした提灯を軒下に吊して座員一同を饗応した。
当たり祝いの通知はあらかじめ当たる何日大当たり振る舞いするから、打ち出し（1日の興行のおわり）後、おのこりくださるべしという意の貼りだしをし、近古の例では、江戸芝居三階を当たりぶるまいの会場とし、主として三階の俳優におこなったが、その後三階および中二階の俳優、狂言方、囃子方などをつうじておこなうにあたって、会場の狭さをつげ、会場を劇場外の料理屋にうつしておこなうようになった。
そのため当たり振る舞いにつきものであった当たり狂言にちなんだ餅番、酒番（さかばん）、茶番、絵直し、投扇興、俳句などの余興は減じて、おなじく当たり狂言にちなんで滑稽の趣向をこらした飾り物も廃せられ、当たり振る舞いは普通の宴会とかわらなくなった。